# Teleport

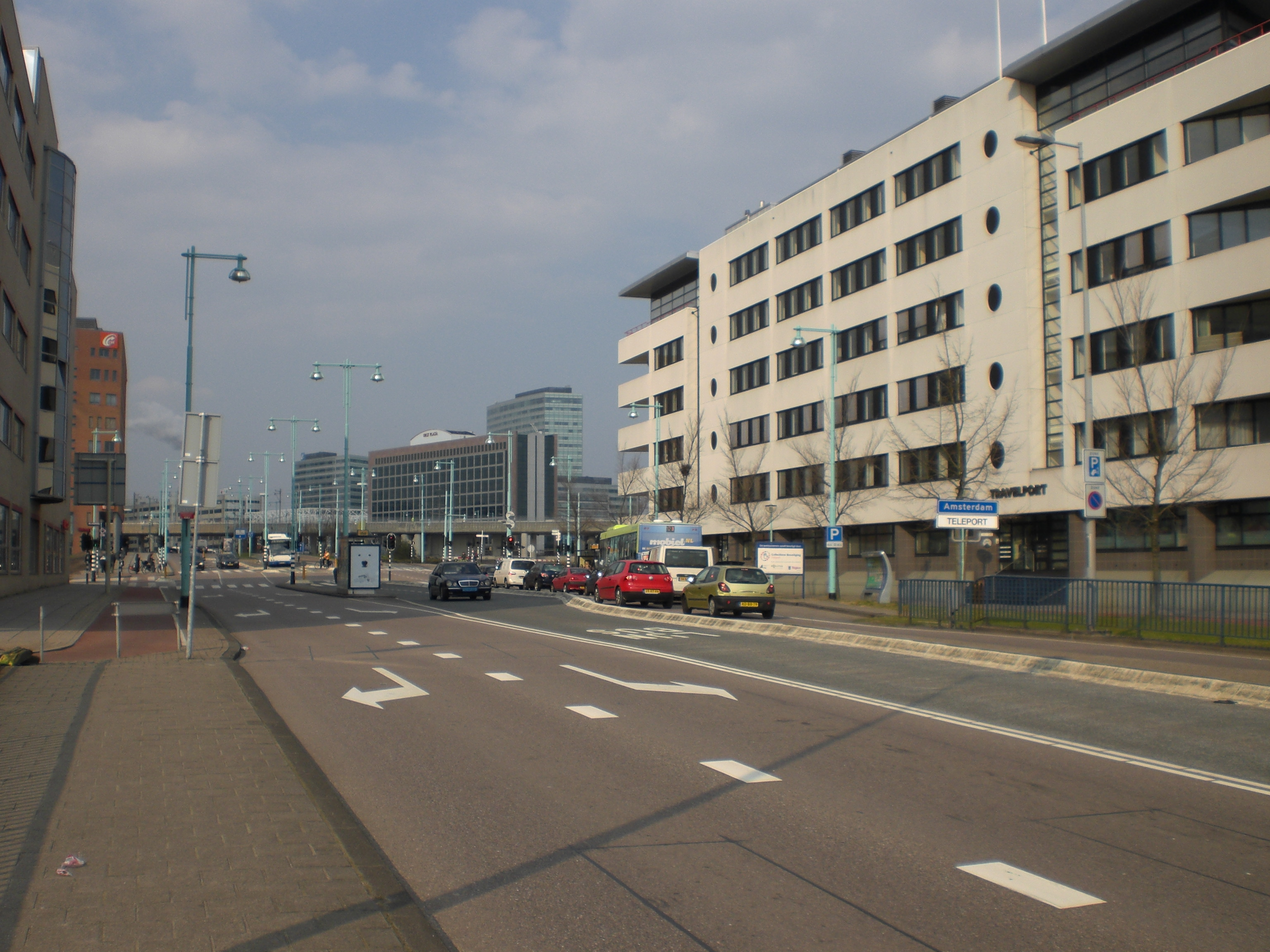
Radarweg gezien in noordelijke richting (april 2008)

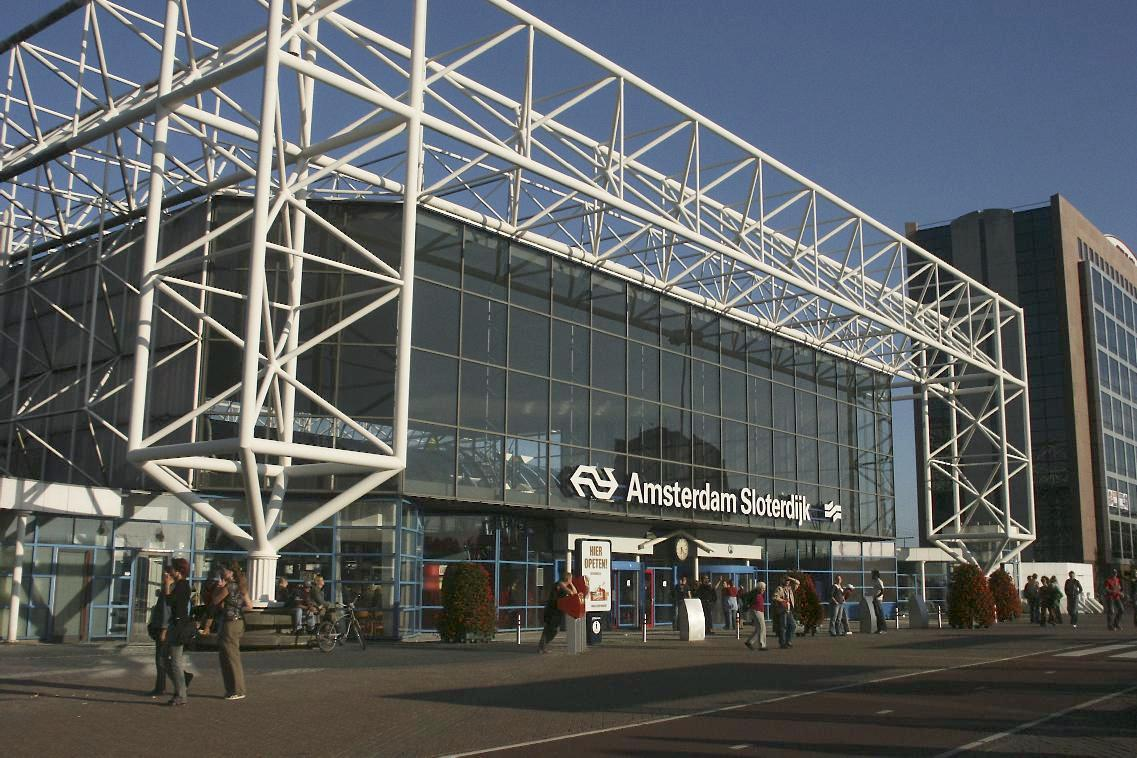
Station Amsterdam Sloterdijk (september 2006)

Teleport is een buurt in Amsterdam Nieuw-West in de wijk Bedrijventerrein Sloterdijk.
De buurt werd vanaf omstreeks 1984 ingericht als kantorenpark voor bedrijven die zich bezig hielden met telematica en dankt daaraan haar naam. De Teleportboulevard loopt dwars door de buurt. Het in 1983 geopende eerste gedeelte van het nieuwe station Sloterdijk vormt het middelpunt van de buurt.
In 2007 werkten er zo'n 20.000 mensen, in de jaren daarna zouden dat er 35.000 kunnen worden. De gemeente Amsterdam ontwikkelde plannen om hierop te anticiperen. In 2010 werd ter vervanging van het hooggelegen tram en busstation op het Orlyplein aan de westzijde een nieuw laaggelegen tram- en busstation aan het Carrascoplein aan de oostzijde in gebruik genomen.
Tot 2015 behoorde Teleport tot het stadsdeel Westpoort, bij een herindeling werd het daarna bestuurlijk ingedeeld bij Amsterdam Nieuw-West.
In 2021 is de buurt als volgt begrensd:
- de noordgrens wordt gevormd door de splitsing tussen Westrandweg en A10, dan de spoorlijn volgend tot de Seineweg;
- de westgrens is de Seineweg tot aan de Naritaweg;
- de zuidgrens is de Naritaweg tot aan de oostelijke begrenzing van Sportpark Spieringhorn, verder langs de Haarlemmerweg tot aan de A10. Het sportpark ligt buiten de buurt;
- de oostelijke grens wordt gevormd door de A10.

## Straatnamen
De openbare ruimten werden vernoemd naar internationale luchthavens, zoals Arlandaweg, Barajasweg, Carrascoplein, Changiweg, Gatwickstraat, Hatostraat, Heathrowstraat, Kastrupstraat, Kingsfordweg, La Guardiaweg, Lutonhof, Naritaweg, Orlyplein, Tempelhofstraat en Zaventemweg. Een aantal andere straatnamen dateert uit de jaren zestig, zoals Basisweg en zeventig zoals Radarweg.
Bij de inrichting tot kantorenpark werd veel hoogbouw toegepast. De kantoorgebouwen Millennium Tower, Crystal Toren, La Guardia Plaza, het gebouw van de Belastingdienst en Teleport Tower behoorden bij oplevering tot de hoogste gebouwen in Amsterdam.

## Sloterdijk-Centrum
In de loop der jaren kreeg de buurt te maken met toenemende leegstand van kantoren, terwijl Amsterdam meer behoefte had aan woningen. Er werden plannen gemaakt voor herbestemming van debuurt tot woon- en werkgebied.
Hiervoor werd de naam Sloterdijk-Centrum gekozen. Dit gebied bestaat uit de rechthoek tussen Basisweg (noorden), Seineweg (westen), Haarlemmerweg (zuiden) en Rijksweg 10 (oosten), inclusief Sportpark Spieringhorn.
Vanaf midden jaren tien van de 21e eeuw werden kavels voor nieuwe bebouwing vrijgegeven en werden kantoortorens verbouwd tot woningen en hotels. Ook worden nieuwe woongebouwen gerealiseerd. De voltooiing wordt verwacht omstreeks 2035. Sloterdijk-Centrum maakt deel uit van een veel groter project: Haven-Stad.